# Andy Stanfield
Andrew „Andy“ William Stanfield (29. prosince 1927 Washington, D.C. – 15. června 1985 Livingston, New Jersey) byl americký atlet, sprinter, dvojnásobný olympijský vítěz.

## Sportovní kariéra
V dětství se s rodiči odstěhoval do Jersey City, kde absolvoval střední školu. Po vojenské službě studoval od roku 1948 na Seton Hall University. V roce 1949 se stal mistrem USA na 100 i 200 metrů, o rok později vyhrál národní šampionát v běhu na 60 yardů, v roce 1951 zvítězil ve skoku do dálky. V témže roce vytvořil světový rekord v běhu na 220 yardů časem 20,6 s. Na olympiádě v Helsinkách v roce 1952 zvítězil v běhu na 200 metrů a byl rovněž členem vítězné štafety USA na 4×100 metrů. O čtyři roky později na olympiádě v Melbourne vybojoval stříbrnou medaili v běhu na 200 metrů.